# Bradshaw (Wielki Manchester)
Bradshaw – osada w Anglii, w hrabstwie Wielki Manchester, w dystrykcie Bolton. Leży 3,8 km od miasta Bolton, 17,5 km od miasta Manchester i 280,7 km od Londynu. W 2016 miejscowość liczyła 11 664 mieszkańców. W 1891 roku civil parish liczyła 647 mieszkańców.

## Etymologia
Źródło:

Nazwa miejscowości na przestrzeni wieków:
- 1312 w. – Bradeshagh
- 1580 w. – Bradshaw